# NGC 7076
NGC 7076 é uma nebulosa planetária na direção da constelação de Cefeu. Foi descoberto pelo astrônomo germano-inglês William Herschel em 1794. Devido a sua fraca magnitude aparente (+13,5), pode ser visto somente com grandes telescópios amadores ou equipamentos maiores.